# 프랑스의 식민지 목록
이 내용은 프랑스가 가졌던 식민지에 대한 내용을 서술한다. 프랑스 식민제국 시절 및 이후 프랑스 시절을 통틀어서 언급한다.

## 아시아
- 프랑스령 코친차이나( 캄보디아,  베트남,  라오스)

- 중국 잔장 시

## 중동
- 프랑스 위임통치령 시리아( 시리아,  레바논)

## 아프리카
- 프랑스령 서아프리카( 가봉, 프랑스령 기니( 기니),  니제르,  프랑스령 수단( 말리,  세네갈), 프랑스령 다호메이( 베냉), 프랑스령 토골란드( 토고), 프랑스령 오드볼타( 부르키나파소),  모로코,  모리타니, 프랑스령 알제리( 알제리),  중앙아프리카 공화국, 지부티,  차드, 프랑스령 카메룬( 카메룬),  코모로,  코트디부아르,  콩고 공화국,  튀니지,  마다가스카르)

## 아메리카
- 미국 루이지애나주(프랑스령 루이지애나
- 아이티 1679년-1803년
- 캐나다 퀘백(7년 전쟁 후 독립)

## 오세아니아
- 프랑스령 폴리네시아( 바누아투 (영국과 공동으로 통치함.))

## 같이 보기
- 프랑스 제1제국
- 프랑스 제2제국
- CFA 프랑
- 프랑스 식민제국 기 목록
- 광저우만 조차지
- 프랑코포니
- 해외 프랑스
- 프랑스 식민군